# 藥水里壁畫古墓
藥水里壁畫古墓（：／）是朝鮮民主主義人民共和國的壁畫墳墓。位於南浦市江西区域的藥水，就在當地的著名觀光區臺城湖畔。它是建築於公元5世紀的高句麗時代，包括兩棟花崗石墓穴，裡邊有典型高句麗時代的風俗人物及四神圖。
墳墓布局由前室、內室及通道組成。內室的東西两面牆均有一個小穴。墓室用方塊花崗石砌成，表面抹了泥灰，並畫上青龍、白虎、朱雀及玄武的壁畫。前室的牆上被畫上《高句麗士兵的巡遊圖》、《狩獵圖》、《墳墓主人的生活圖》、《城堡地圖》、家畜廄、五穀磨房、廚房及守門侍衛等，畫裡的人物，按其身分高低決定大小，墳墓主人被畫得很大，他的僕人卻被畫得很小。 
藥水里壁畫古墓」已在聯合國被注册成為世界文化遺產之一，亦是受朝鮮法律所保護的國寶。